# Buffalo Sabres
I Buffalo Sabres sono una squadra di hockey su ghiaccio con sede a Buffalo, New York. Giocano nella Atlantic Division della Eastern Conference della National Hockey League.

## Storia

### Fondazione
I Buffalo Sabres, assieme ai Vancouver Canucks, iniziarono a giocare nella NHL nel 1970-71. I primi proprietari furono Seymour Knox III e Northrup Knox. Buffalo è da sempre una città votata all'hockey, i Buffalo Byson furono uno dei pilastri della American Hockey League, vincendo la Calder Cup nell'ultimo anno di attività. Volendo un nuovo nome, dato che il termine "bison" è usato da diversi team sportivi di Buffalo, i Knox commissionarono una gara per trovare il nome al team. Il nome prescelto fu "Sabres", scelto poiché Seymour Knox pensò che la "Sabre" (sciabola), un'arma usata dai leader, fosse efficace sia come arma offensiva che difensiva. Quando il team venne creato, i Sabres esercitarono la loro opzione sulla creazione di un team satellite nella AHL: i Cincinnati Swords.

#### French Connection
I Buffalo Sabres giocarono nelle loro prime stagioni al Buffalo Memorial Auditorium, nel NHL Amateur Draft 1970 misero sotto contratto il centro Gilbert Perreault, prima scelta assoluta. Perreault fu inserito nel 1990 nella Hall of Fame della NHL. Nella sua prima stagione segnò 38 gol e fu insignito del Calder Memorial Trophy come miglior rookie della stagione. I Sabres però non riuscirono a qualificarsi per i playoff.
Nella seconda stagione i Buffalo acquisirono al NHL Amateur Draft 1971 Rick Martin. Acquistarono inoltre dai Pittsburgh Penguins Rene Robert, che in aggiunta a Perreault, formò una delle migliori linee offensive di tutti gli anni settanta. Martin fece meglio di Perreault nella sua prima stagione segnando 44 gol, e i due vennero soprannominati la "French Connection", essendo entrambi di origini franco-canadesi. Con questa coppia i Sabres raggiunsero i playoff per la prima volta nel 1972-73, dopo soli tre anni dall'arrivo nella lega, ma furono eliminati nei quarti in sei gare, dai futuri campioni: i Montréal Canadiens.

#### La nebbia e il pipistrello
Dopo aver mancato i playoff nella stagione 1973-74, l'anno seguente i Sabres giocarono la loro miglior stagione di sempre, raggiungendo per la prima volta la finale di Stanley Cup, affrontando i Philadelphia Flyers. Il terzo match della serie, passò alla storia come il "Fog Game" (partita nella nebbia), poiché una parte della gara venne giocata in una nebbia fittissima. Giocatori, arbitri e disco erano invisibili agli occhi degli spettatori. Durante un ingaggio, il centro dei Sabres Jim Lorentz, colpì in pieno un pipistrello, uccidendolo. È l'unico episodio documentato di un animale ucciso durante una gara di NHL. I Sabres vinsero all'overtime questa gara, ma persero la finale in 6 partite, vinta dai Flyers per 4-2.
La "French Connection", aiutata da Danny Gare, continua a segnare proficuamente per Buffalo nella stagione 1975-76, ma la compagine viene fermata ai quarti di finale dai New York Islanders. I Sabres continuarono a giocare ottimamente per tutta la seconda metà degli anni settanta, ma non riuscirono mai a ritornare alla finale di Stanley Cup, anche se nel 1979-80 vinsero nella Regular Season la Eastern Conference. Nello stesso anno furono il primo team a battere la nazionale olimpica sovietica in tour negli Stati Uniti in quell'anno.

#### Cambio di arena
La stagione 1995-96 vede sulla panchina il nuovo allenatore Ted Nolan, ed è anche l'ultima stagione dei Sabres al Buffalo Memorial Auditorium, soprannominato l'"Aud". Nel periodo in cui Nolan allenò i Sabres, la squadra venne definita "la squadra più lavoratrice dell'hockey", per il numero e la durezza degli allenamenti. La squadra non ha molto successo tra i tifosi di Buffalo, e l'"Aud" viene riempito da poco più di 13.000 tifosi. Ritorna in squadra il veterano Randy Burridge, che dopo essersi guadagnato il posto in squadra, segna ben 25 reti, piazzandosi dietro solo a Pat LaFontaine. A Burridge viene assegnato il Tim Horton Award, e viene nominato MVP di Buffalo.

### 1996-2006: l'era del rosso e nero

#### Nuova arena, nuovo atteggiamento
La stagione 1996-97 è la prima nel nuovo palazzetto: la Marine Midland Arena. Il nuovo stadio porta bene, e i Sabres vincono la propria division, la Northeast, con Nolan che vince il Jack Adams Award, assegnato al miglior coach dell'NHL, Dominik Hašek vince sia l'Hart che il Vezina Trophies (primo portiere a riuscirci dopo Jacques Plante nel 1962) e Michael Peca vince il Frank J. Selke Trophy come miglior attaccante difensivo dell'anno.
Il successo della Regular Season fu oscurato da ciò che successe nei playoff. La tensione tra Nolan e Hasek si fa sempre più incontrollabile, finché- dopo aver subito una rete nella gara 3 dei quarti di finale contro gli Ottawa Senators, Hasek lasciò il ghiaccio, costringendo Nolan a far scendere in campo Steve Shields, portiere di riserva. Hasek si scusò dicendo di essersi infortunato al ginocchio. I Sabres passano il turno contro Ottawa, ma alla vigilia della gara con i Philadelphia Flyers, l'NHL informa che Hasek è squalificato per tre partite. Il portiere torna in pista in gara 4, con i Sabres sotto per 3-0 nella serie, ma Hasek che doveva essere schierato titolare, dichiara allo staff tecnico di aver di nuovo sentito un dolore al ginocchio, e lasciò di nuovo il ghiaccio prima della gara, che i Buffalo vinsero. Hasek si dichiara di nuovo non pronto per giocare prima di gara 5, che questa volta vede l'eliminazione dei Sabres.

#### Nuovi proprietari
Nel maggio del 1996 muore Seymur Knox, proprietario della squadra, e il fratello Northrop, vende il team alla Adelphia Communications.
Timothy Rigas, figlio di John Rigas fondatore della Adelphia, viene nominato nuovo presidente, che come prima cosa licenzia John Muckler, che era in conflitto con Nolan. Il portiere, pluripremiato e chiamato all'All Stars Game, Hasek, durante la cerimonia di premiazione degli "NHL Awards", disse apertamente ai giornalisti di non sopportare più Nolan, mettendo il nuovo GM Darcy Regier in una difficile posizione. Dopo aver offerto un nuovo contratto, che Nolan rifiutò, Regier licenziò anche il coach, che solo due anni prima, era stato nominato il migliore della NHL. Il posto di Nolan venne preso dall'ex capitano Lindy Ruff, il 21 luglio 1997.
In un attimo lo staff dei Sabres che aveva ottenuto più successi e premi di tutta la storia del club, viene licenziato.
I Sabres, grazie a Hasek, all'ala sinistra Miroslav Šatan (che è anche il miglior realizzatore della squadra in quell'anno), l'ala destra Donald Audette, il centro Michael Peca, raggiungono la finale di Conference, perdendo però in sei gare contro i Washington Capitals.

#### Goal!, o forse no
Nel 1999, Miroslav Satan segnò 40 gol. Inoltre si aggiunsero al team Stu Barnes dai Pittsburgh Penguins e Joe Juneau dai Capitals. Michal Grosek giocò la miglior stagione della sua carriera, e finalmente i Sabres tornarono a giocare una finale di Stanley Cup, questa volta contro i Dallas Stars. Nella sesta gara, durante l'overtime, Brett Hull, ala dei Dallas Stars, segnò il gol che valse la Stanley Cup per Dallas, ma il pattino dell'attaccante era nettamente dentro l'area di Hasek. Nel 1999 infatti, il gol non era valido se il giocatore offensivo entrava nell'area del portiere prima del paleo. La legalità del goal venne poi accertata dalla lega, con la spiegazione che i due tiri di Hull erano da considerare un solo possesso del disco, anche se il secondo tiro, quello dove Hull commise l'infrazione, viene effettuato dopo che il paleo aveva colpito Hasek, aggiungendo comunque che la NHL cambierà la regola in futuro. La Stanley Cup viene quindi vinta dai Dallas Stars, e come promesso la lega cambiò la regola in questione. Dall'anno successivo infatti, i giocatori poterono invadere l'area del portiere senza rischiare sanzioni, sempre che non procurassero danno al portiere.
Nella stagione 1999-2000, Buffalo dovette far fronte a un gran numero di infortuni, compreso quello che colpì il portiere titolare Hasek, che più degli altri tolse coraggio e voglia di giocare ai suoi compagni, privati di uno dei migliori portieri della lega. Doug Gilmour venne acquistato dai Chicago Blackhawks, e riuscì a portare i Sabres ai playoff. Gilmour venne messo K. O. da problemi allo stomaco e seppure Hasek tornò tra i pali, i Sabres vennero eliminati al primo turno dai Flyers. Come l'anno precedente ci fu una grandissima controversia. Infatti in gara due, John LeClair ala dei Flyers, segnò il gol della vittoria facendo passare il paleo da una fessura nella rete, e i giudici di gara, dopo aver esaminato i replay concessero comunque la rete. I Flyers vinsero la gara 2-1, e la serie 4-1.
L'anno successivo il capitano della squadra, Michael Peca, venne venduto agli Islanders, dopo una discussione sul proprio contratto. In cambio arrivarono da NY Tim Connolly e Taylor Pyatt.
Durante i playoff, i Sabres sconfissero nei quarti i Flyers in sei partite, vincendo gara 6 con l'incredibile risultato di 8-0. Nel secondo round incontrarono i Penguins, guidati dalla superstar Mario Lemieux e dal capitano Jaromír Jágr, che in quella stagione aveva vinto il suo quinto Art Ross Trophy. Buffalo fu sconfitto in gara 7 grazie al gol nell'overtime del difensore Darius Kasparaitis, questa volta del tutto regolare.

#### 2002-2003: scandalo finanziario
Dopo una lunga e fallimentare trattativa con il proprio portiere, i Sabres cedettero Hasek ai Detroit Red Wings nell'estate del 2001. Senza Hasek e Peca Buffalo non raggiunse i playoff del 2001-02
Nell'estate del 2002, John Rigas e suo figlio vennero arrestati per frode bancaria, per oltre 2 miliardi di dollari.
Nel 2002-03 i Rigas rimasero proprietari solo sulla carta dei Sabres, ma fu la lega a gestire il team con l'aiuto del GM Darcy Regier, il quale riuscì a completare comunque una piccola rivoluzione, vendendo i giocatori veterani e acquistando nuove promesse. Il primo a lasciare Buffalo fu Stu Barnes, verso i Dallas Stars, in cambio della giovane ala Michael Ryan e una scelta nei Draft. Chris Gratton raggiunse i Phoenix Coyotes sempre per una scelta nei Draft e il giovane centro Daniel Brière.
Dopo due anni di incertezza, il team venne finalmente venduto, a comprarlo fu il miliardario newyorkese Tom Golisano. Golisano immediatamente conquistò l'attenzione dei fan con un abbassamento nel prezzo dei biglietti. Il nuovo presidente volle creare attorno al gruppo che vinse la President's Cup nel 1999, una squadra che potesse affrontare da protagonista il campionato. Chris Drury partì per New York. Mentre per non perdere un altro giocatore di alto rango, a Vanek venne proposto un contratto da 8 anni, con un guadagno totale di 50 milioni di dollari, assicurandosi così che rimanesse a Buffalo.

#### 2003-2004 e lockout
Ancora una volta i Sabres mancarono i playoff, ma durante questa stagione debuttarono molti nuovi giocatori molto promettenti come Daniel Brière. Il momento migliore di questa stagione fu sicuramente il 31 dicembre 2003 quando sia Maxim Afinogenov e Miroslav Šatan segnarono una tripletta contro i Washington Capitals vincendo la gara per 7-1.
La stagione 2004-2005 venne cancellata il 16 febbraio 2005, a causa di una protesta da parte dei giocatori.

#### 2005-2006
Nel 2005-06, i Sabres grazie a una grande partenza, riuscirono a stare nelle prime posizioni per tutta la stagione, finendo con la migliore stagione degli ultimi vent'anni. Il 3 aprile 2006, si qualificarono per i playoff, cosa che non succedeva dal 2001. Inoltre conquistarono 110 punti, secondo risultato migliore di sempre, e finirono con il quinto migliore record della lega, dietro Detroit, Ottawa, Dallas e Carolina. Inoltre i Sabres totalizzarono 25 vittorie esterne, anche questo un nuovo record per la squadra.
Buffalo batté nel primo turno dei playoff i Philadelphia Flyers, in sei gare. Nel secondo turno, semifinale di Conference, batterono i Senators, meglio piazzati in campionato, in cinque gare, grazie al short-handed goal (cioè segnato in inferiorità numerica) di Jason Pominville che mandò i Sabres a contendersi la finale di Conference contro i Carolina Hurricanes. Questa inoltre fu la prima volta nella storia della NHL che un short-handed goal decise la serie.
Anche senza tre dei quattro migliori difensori della squadra (Teppo Numminen, Dmitri Kalinin e Henrik Tallinder) e il miglior goleador durante i power play, Tim Connolly, per il maggior numero di incontri della serie, i Sabres riuscirono a ribaltare il risultato parziale dopo gara 5 di 3-2, vincendo gara 6 per 2-1 nell'overtime, forzando Carolina a gara 7. Nella gara decisiva gli Hurricanes riuscirono a ribaltare il risultato di 2-1 maturato nei primi due periodi, grazie al gol vittoria del proprio capitano Rod Brind'Amour. Le pesanti assenze in difesa furono determinanti per la sconfitta. Carolina vincera poi la Stanley Cup in sette gare contro gli Edmonton Oilers.
La grande stagione dei Sabres venne riconosciuta alla NHL Awards Ceremony, dove Peter Laviolette vinse il Jack Adams Award come allenatore dell'anno.

### Dal 2006 al 2008

Il logo usato dal 2006 al 2010

#### 2006-2007
Il 16 settembre 2006, con l'apertura della nuova stagione, i Sabres cambiarono la loro divisa e il loro logo. La nuova maglia per le gare casalinghe divenne blu scuro con inserti dorati, argentati e bianchi, con il simbolo giallo. La seconda divisa tradizionalmente bianca, le due nuove divise vennero accompagnate da una terza maglia che si rifaceva alla maglia originale dei Sabres. Il nuovo logo, un bisonte stilizzato, venne paragonato alla capigliatura di Donald Trump, a Pikachu, o ancora a un porcellino d'India. Una petizione on-line contro il nuovo logo, vide oltre 30.000 sottoscrizioni a rimarcare che questo nuovo logo non era ben accetto. La maglia e il logo non furono cambiati, ma una promessa fu fatta ai tifosi dalla dirigenza dei Sabres: in caso di finale di Stanley Cup i Buffalo avrebbero vestito la terza maglia, più apprezzata dai tifosi. Inoltre le nuove maglie portavano il numero anche sulla parte frontale della stessa, cosa che non si vedeva su un campo della NHL dal 1949-50. I Dallas, i New York Islanders, San Jose e anche Tampa Bay dall'anno successivo fecero altrettanto.
La società durante il pre-campionato fu costretta a vendere alcuni giocatori chiave dei playoff dell'anno precedente, poiché gli stipendi della squadra superavano i 44 milioni di dollari, limite imposto dalla NHL. Jay McKee, J.P. Dumont e Mike Grier vennero quindi ceduti. Il 20 ottobre 2006, i Sabres con la vittoria per 5-4 sui Carolina Hurricanes, fissano il record di maggior numero vittorie consecutive della NHL, 12. Inoltre vincendo i primi 10 incontri del campionato, fissarono un secondo record, quello di vittorie consecutive dall'inizio della stagione, record raggiunto nella storia della NHL precedentemente solo dai Toronto Maple Leafs nel 1993-94.
Il 5 novembre 2006, con la vittoria a New York contro i Rangers, fissarono un ennesimo record, il maggior numero di vittorie consecutive in trasferta dall'inizio della stagione (otto), serie prolungata fino a dieci vittorie esterne consecutive grazie alla vittoria per 7-4 sui Carolina Hurricanes del 13 novembre. La serie si concluse il 18 novembre 2006, con la sconfitta patita contro gli Ottawa Senators per 4-1.
Ben tre giocatori dei Sabres vennero votati dal pubblico della NHL per prendere parte al NHL All-Star Game del 2007 a Dallas: il portiere Ryan Miller, l'attaccante Daniel Briere, e il difensore Brian Campbell. Inoltre l'attaccante Thomas Vanek partecipò al NHL Young Stars Game. Briere vinse il premio come MVP (Most Valuable Player), con un goal e 4 assist.
Il 22 febbraio 2007, nella gara vinta 6-5 agli shootout contro gli Ottawa Senators, le due squadre diedero vita ad una rissa, dopo che l'ala dei Senators Chris Neil colpì il capitano dei Sabres Chris Drury, che si infortunò. Durante il successivo ingaggio Heatley colpì Patrick Kaleta prima che il disco toccasse il ghiaccio. I due tentarono di colpirsi, e vennero immediatamente divisi dagli arbitri, ma praticamente tutti gli altri giocatori iniziarono una tremenda scazzottata. Adam Mair si gettò immediatamente su Jason Spezza, Andrew Peters si scagliò contro Dany Heatley, e anche i due portieri Martin Biron e Ray Emery lottarono uno contro l'altro. Oltre 100 minuti di penalità vennero distribuiti tra le due squadre, e 10.000 dollari di multa vennero comminati a Lindy Ruff, allenatore dei Sabres, che aveva insultato Bryan Murray, allenatore dei Senators.
Il 30 marzo 2007, con la vittoria per 6-4 sui New York Islanders, i Sabres vinsero per la seconda volta cinquanta partite in un anno, segnando tre gol in powerplay con Chris Drury, Drew Stafford, e Dainius Zubrus, e due short handed gol con Drury e Derek Roy. Il 3 aprile, sconfiggendo 4-1 i Pittsburgh Penguins, conquistarono la Northeast Division e il miglior record della Eastern Conference. Il 7 aprile, sconfiggendo i Washington Capitals 2-0, vinsero per la prima volta il President's Trophy. Eguagliarono anche il numero di punti, 113, realizzati nella stagione 1974-75. Nei playoff, Buffalo eliminò i NY Islanders, e successivamente i NY Rangers, così raggiungendo le finali di Conference. I Sabres vennero eliminati dalla lotta al titolo dagli Ottawa Senators in 5 partite.

## Curiosità
Nel film del 2003 Una settimana da Dio, il protagonista, dopo aver ricevuto i poteri da Dio, dovendo rispondere alle migliaia di richieste delle persone, decide di dire di sì a tutti. Involontariamente finisce tra le altre cose per far vincere la Stanley Cup proprio alla squadra della città dove è ambientato il film, ovvero, i Bufallo Sabres.